# Gaetano Cingari
Gaetano Cingari (Reggio Calabria, 14 novembre 1926 – Padova, 9 maggio 1994) è stato uno storico e politico italiano.

## Biografia
Nacque nel Rione Ferrovieri di Reggio da Salvatore e Lucrezia Tripepi; il padre, di origini siciliane, era infatti un dipendente delle Ferrovie dello Stato. Da giovane fu un avido lettore, tra gli autori preferiti Fortunato, Croce, Gor'kij e Jaurès che gli venivano prestati dal libraio comunista reggino Carlo La Cava. Nel 1944 ottiene l'abilitazione magistrale e nel 1948, come privatista, la maturità scientifica dopodiché si iscrive alla facoltà di Scienze ottenendo nel 1952 la laurea in matematica. Nel 1948 aveva già vinto il concorso magistrale e dall'ottobre 1949 era maestro a Gioia Tauro. Subito dopo la laurea in matematica si iscrive alla facoltà di Magistero presso cui si laurea in Storia.

### Insegnamento
Meridionalista, fu allievo degli storici Giorgio Spini, Luigi Firpo e Rosario Romeo, molto vicino a Gaetano Salvemini e Guido Dorso. La sua tesi “Giacobini e Sanfedisti in Calabria nel 1799” fu pubblicata nel 1957. Subito dopo la laurea divenne assistente di Firpo. Nel 1959 fu libero docente all'università di Messina e assistente a Scienza Politiche. Ha insegnato storia moderna all'Università di Messina dal 1963 ponendosi come punto di riferimento per docenti e studenti della facoltà di scienze politiche.

### Attività politica
Nel 1943 aderì al Partito d'Azione di cui facevano parte il professor Domenico Di Giorgio e Domenico Scoleri redattori de “L'Azione” e dirigenti di “Historica” e suoi mentori. Fece parte del Consiglio Repubblicano che si riunì nel 1945 per appoggiare la scelta repubblicana nel referendum istituzionale del 1946 e di cui facevano parte socialisti, comunisti e repubblicani. Nel 1945, dopo lo scioglimento del PdA, divenne esponente del Partito Socialista Italiano, affiancando Guglielmo Calarco nella campagna elettorale del 1948. Nel decennio successivo fu eletto a varie cariche locali. Fu deputato del PSI nella V legislatura durata dal 1968 al 1972; in questa veste intervenne nel dibattito sulla riforma della scuola. Dal 1975 fu vicepresidente della giunta regionale della Calabria e in seguito divenne deputato europeo nell'ottobre 1983, subentrando nel corso della legislatura, fino al 1984.
Nel 1989, in seguito alla presunta degenerazione del PSI da lui apertamente denunciata (in contrasto con la segreteria di Craxi) lascia i socialisti, venendo in seguito eletto come indipendente del Partito Democratico della Sinistra al Parlamento europeo, restando in carica dal 1992 al 1994, muore il 9 maggio di tale anno - da eurodeputato in carica - all'età di 67 anni.

## Premi e riconoscimenti
- Nel 1971 ha ricevuto il Premio Sila sezione saggistica per Mezzogiorno e Risorgimento.[4]

## Opere
- Giustino Fortunato e il Mezzogiorno, Parenti, Firenze, 1954.
- Giacobini e Sanfedisti in Calabria nel 1799, D'Anna, Messina–Firenze, 1957.
- La Calabria nella Rivoluzione del 1860, in “Archivio Storico per le Province Napoletane”, A. XL (1960);
- Democrazia e romanticismo nel Mezzogiorno: Domenico Mauro, Esi, Napoli, 1965.
- Problemi del Risorgimento meridionale, D'Anna, Messina–Firenze, 1965.
- Mezzogiorno e Risorgimento – La restaurazione a Napoli dal 1821 al 1830, Laterza, Bari, 1970, ISBN 8842000639.
- Guglielmo Calarco per il Socialismo, Reggio Calabria, 1975.
- Brigantaggio – Proprietari e contadini nel sud (1799–1900), Editori Meridionali Riuniti, Reggio Calabria, 1976.
- Nordisti, acciaio e mafia, Lerici, Cosenza, 1977.
- Scilla nel Settecento: «feluche» e «venturieri» nel Mediterraneo; pubblicazione del Centro Servizi Culturali e Biblioteca Comunale di Villa San Giovanni, Reggio Calabria, Casa del Libro, 1979.
- Alvaro e il Mezzogiorno, in Corrado Alvaro, l'Aspromonte e l'Europa, Reggio Calabria, Casa del Libro Ed., 1981.
- Storia della Calabria dall'Unità a oggi, Laterza, Roma–Bari, 1982, ISBN 8842020885.
- Reggio Calabria, Laterza, Roma–Bari, 1988, ISBN 8842029920.
- Il Partito Socialista nel Reggino 1888-1908, Laruffa, Reggio Calabria, 1990, ISBN 887221050X.
- Roccella Jonica: profilo storico in età moderna, Reggio Calabria, Falzea, 2005 [pubbl. postuma].